# Бідна Настя
Бідна Настя (рос. Бедная Настя) — російська історична теленовела. Серіал побудований на псевдоісторичних подіях. В ньому фігурують як і реальні історичні персонажі, так і вигадані.

## Опис
1839 рік. Історія рухається вперед, а людські почуття не змінюються - любов і ревнощі, шляхетність і заздрість, чесність і зрадництво все так само правлять бал.
Старий барон Корф виростив Анну як рідну дочку, він мріє побачити її на сцені імператорського театру. Світський Петербург бачить у Анні безсумнівний талант, їй пророкують велике майбутнє. Але мало хто знає, що вона - кріпачка.
Князь Михайло Репнін закохався в Анну з першого погляду, але не підозрює про її походження. Чи збереже Репнін свою любов, коли таємниця Анни розкриється?

## У ролях
- Олена Корикова — Анна Платонова (хрещена Анастасія), дочка Марфи і Петра Долгорукого, єдинокровна сестра (по батькові) Андрія, Лізи і Соні, вихованка барона Корфа
- Данило Страхов — барон Володимир Корф, син Івана Корфа, племінник Сичіхі, кращий друг Михайла Рєпніна, приятель Андрія Долгорукого
- Ганна Табаніна — княжна Єлизавета «Ліза» Долгорукова, старша дочка Петра і Марії Долгоруких, сестра Андрія і Соні, найкраща подруга Тетяни Верьовкіної, дружина Андрія Забалуева
- Петро Красілов — князь Михайло Рєпнін, поручик, брат Наталії Рєпніної, племінник Сергія Оболенського, кращий друг Володимира Корфа, приятель Андрія Долгорукого
- Катерина Климова — княжна Наталія Рєпніна, сестра Михайла Рєпніна, племінниця Сергія Оболенського, молодша фрейліна імператриці, найкраща подруга Ольги Калиновської, наречена Андрія Долгорукого
- Еммануїл Віторган — князь Петро Долгорукий, батько Андрія, Лізи, Соні, Анни Платонової і чоловік Марії Долгорукої, кращий друг Івана Корфа
- Ольга Остроумова — княгиня Марія Олексіївна Долгорукова, дружина Петра Долгрукого, мати Андрія, Лізи і Соні, поміщиця
- Олександр Філіппенко — Андрій Платонович Забалуєв, Повітовий предводитель дворянства
- Антон Макарський — князь Андрій Долгорукий, син Петра і Марії Долгоруких, старший брат Лізи і Соні, приятель Михайла Рєпніна і Володимира Корфа
- Ганна Горшкова — Поліна Пенькова, кріпосна акторка
- Людмила Курепова — княжна Софія Долгорукова, молодша дочка Петра і Марії Долгоруких, молодша сестра Андрія і Лізи, приятелька Тетяни Верьовкіної
- Володимир Качан — граф Олександр Христофорович Бенкендорф
- Віктор Вержбицький — імператор Микола I
- Олена Бондарчук — імператриця Олександра Федорівна
- Дмитро Шевченко — Карл Модестович Шуллер, керуючий в маєтку барона Корфа
- Альберт Філозов — барон Іван Іванович Корф, батько Володимира Корфа, кращий друг Петра Долгорукого, герой війни 1812 року
- Ігор Дмитрієв — князь Сергій Степанович Оболенський, дядько Михайла і Наталії Рєпніних, старий друг Івана Корфа
- Дмитро Ісаєв — цесаревич Олександр
- Марина Алєксандрова — принцеса Марія Гессен-Дармштадтська
- Марина Казанкова — Ольга Калиновська, полька, фрейліна імператриці (тільки на початку серіалу), найкраща подруга Наталії Рєпніної, колишня кохана Олександра
- Олександр Калягін — Василь Жуковський, поет, вихователь і наставник Олександра, один із повірених царської сім'ї
- Світлана Тома — Сичіха, тітка Володимира Корфа
- Ніна Усатова — Варвара, кухарка в маєтку барона Корфа
- Ольга Сьоміна — Тетяна Верьовкіна, кріпосна Долгоруких. Краща подруга Лізи, приятелька Соні
- Олексій Осіпов, Ілля Соколовський — Микита Хворостов, конюх барона Корфа
- Олександр Дзюба — Сивий, циган
- Теона Дольнікова — Рада, молода і красива циганка, молодша сестра Сивого
- Марія Романова — Фрейліна імператриці
- Олексій Вєсьолкін — Костянтин, молодший брат Олександра
- Юрій Шибанов — Солонтай, купець
- Сергій Астахов — Шишкін, помічник директора імператорського театру
- Фархад Махмудов — посол Персії
- Лариса Шахворостова — Марфа, мати Анни Платонової, колишня коханка Петра Долгорукого, кріпосна Петра Долгорукого, продана Івану Івановичу Корфу
- Володимир Большов — Ілля Петрович Штерн, лікар, давній друг Івана Корфа
- Раїса Конюхова — Анфіса
- Дарина Лузіна — княжна Ольга
- Світлана Аманова — мадам де Воланж (господиня будинку розпусти)
- Олександр Яцко — князь Олександр Рєпнін, батько Михайла і Наталії Рєпніних (немає в титрах)